# Vitorino Soares
Vitorino José Pereira Soares (ur. 19 października 1960 w Luzim) – portugalski duchowny rzymskokatolicki, biskup pomocniczy Porto od 2019.

## Życiorys
Święcenia kapłańskie otrzymał 14 lipca 1985 i został inkardynowany do diecezji Porto. Był m.in. kapelanem wojskowym, prefektem w seminarium, dyrektorem sekretariatu ds. duszpasterstwa młodzieży oraz przełożonym wikariatu Paredes.
17 lipca 2019 papież Franciszek mianował go biskupem pomocniczym diecezji Porto, ze stolicą tytularną Gisipa. Sakry udzielił mu 29 września 2019 biskup Manuel Linda.